# Pepita Jiménez
Pepita Jiménez és una òpera en dos actes d'Isaac Albéniz, amb llibret de Francis B. Money-Coutts, basat en l'obra homònima de Juan Valera. S'estrenà al Liceu de Barcelona el 5 de gener de 1896. Poc després va fer-se a Praga i Brussel·les.

## Interpretacions, publicació i història dels enregistraments
La primera de les tres versions de l'òpera creades pel compositor va ser escrita a París durant 1895 com a òpera en un acte. Es va estrenar el 5 de gener de 1896 al Gran Teatre del Liceu de Barcelona, amb Emma Zilli en el paper protagonista, en una versió italiana del llibret, segons traducció de l'original anglès deguda a Angelo Bignotti. En un principi el paper estava destinat a la soprano romanesa Hariclea Darclée, però probablement degut a endarreriments en la producció el paper fou finalment assignat a la Zilli. L'obra no va tenir una bona acollida en la seva versió original i Albéniz no la va donar a publicar i decidí immediatament procedir-ne a la revisió.
L'any 1896 va elaborar una versió ampliada en dos actes, la qual va publicar a la casa Breitkopf & Härtel, en traducció alemanya d'Oskar Berggruen amb ocasió de l'estrena al Deutsches Landestheater de Praga. Aquesta estrena va tenir lloc el 22 de juny de 1897 sota la direcció de Franz Schalk, i tot i que va obtenir un més èxit que la primera versió, no va ser prou com per a reposar l'òpera en successives temporades.
El fet que Albéniz, qui havia començat la seva carrera com a pianista, residira a París, va fer que acabara sent influït cada vegada més pels compositors francesos, i especialment per Paul Dukas, de qui va rebre lliçons d'orquestració. Com a resultat, Albéniz va tornar a revisar l'òpera, tot enriquint-ne l'orquestració i afegint-hi nous instruments. Aquesta nova versió, va ser publicada per Breitkopf & Härtel l'any 1904. Va ser estrenada en una traducció al francès, deguda a Joseph de Marliave, al Théâtre Royal de la Monnaie de Brussel·les el 3 de gener de 1905. Albéniz va morir l'any 1909 a l'edat de 48 anys a causa d'una insuficiència renal, sense que hagués treballat més en l'obra.
Tot i que la versió de 1905 fou la que obtingué més èxit de les tres, les posteriors representacions van ser esporàdiques i infreqüents, i va ser sotmesa a diferents revisions per part d'altres compositors, revisions que afectaren tant a l'argument com a la partitura. Pablo Sorozábal, famós compositor de sarsueles, va convertir-la en una tragèdia en tres actes amb la inserció del suïcidi final de la protagonista per despit. Aquesta versió de Sorozábal es va estrenar al Teatro de la Zarzuela de Madrid el 6 de juny de 1964, amb Pilar Lorengar com Pepita i Alfredo Kraus com Don Luis. Aquesta versió és la que es va emprar per al primer enregistrament, amb Teresa Berganza en el paper protagonista, que fou editat l'any 1967 per Columbia en LP (SCE 931/2).

## Estrenes
| Paper                                   | Veu          | Repartiment de l'estrena de la primera versió, el 5 de gener de 1896 (Director: Vittorio Vanzo) | Segona versió en dos actes, 3 de gener de 1905 (Director: Sylvain Depuis) |
| --------------------------------------- | ------------ | ----------------------------------------------------------------------------------------------- | ------------------------------------------------------------------------- |
| Pepita Jiménez, una jove viuda          | soprano      | Emma Zilli (o Zilly)                                                                            | Catherine Baux                                                            |
| Don Luis de Vargas, un jove seminarista | tenor        | Oreste Gennari (o Genaro)                                                                       | Léon David                                                                |
| Antoñona, criada                        | mezzosoprano | Carlotta Calvi-Calvi                                                                            | Jeanne Maubourg                                                           |
| Don Pedro de Vargas, pare de Luis       | baríton      | Marco Barba                                                                                     | Pierre d'Assy                                                             |
| Vicari                                  | baix         | Oreste Luppi                                                                                    | Hippolyte Belhomme                                                        |
| Comte Genazahar, a alegre jove oficial  | baríton      | Achille Tisseyre                                                                                | Alexis Boyer                                                              |
| 1r Oficial                              | tenor        | Antonio Oliver                                                                                  | Armand Crabbé                                                             |
| 2n Oficial                              | baríton      | Alfredo Serazzi                                                                                 | M. Lubet                                                                  |

## Sinopsi
- Temps: meitat del segle XIX
- Lloc: un poble andalús

La història trancorre en un únic dia del mes de maig, en què se celebra la festa de l'Infant Jesús. Pepita Jiménez, una noia de 19 anys, ha enviudat recentment. Va ser casada amb el seu vell oncle de vuitanta anys, Don Gumersindo, un ric usurer, a l'edat de 16 anys, i ara ha esdevingut propietària de la seva gran fortuna. Pepita té molts pretendents, entre ells el comte Genazahar, qui desitja els seus diners, i Don Pedro de Vargas, un respectat i pròsper home del poble. Tanmateix, Pepita només té ulls per al fill de Don Pedro, Don Luis, un jove i ben plantat seminarista que flirteja amb ella desvergonyidament. Pepita confessa el seu amor al vicari del poble, el qual li insta a oblidar el jove seminarista, suposadament destinat a més elevats menesters.
Mentrestant la tenaç, però amorosa, criada de Pepita, Antoñona, revela a Don Pedro l'amor de la seva mestressa pel seu fill, tot recriminant-li les seves pròpies intencions amoroses vers la noia. Tot i mostrar-se inicialment sorprès per la revelació, Don Pedro s'empassa els seus propis sentiments i decideix col·laborar en l'amor de la jove parella, amb l'ajuda d'Antoñona. Pepita torna de la seua visita al vicari i es troba amb Don Luis, qui ha decidit seguir la seua vocació. Tot i que Don Luis s'ha adonat dels seus sincers sentiments vers Pepita, resol resistir la temptació. Tot just quan la parella està a punt d'acomiadar-se, apareix Antoñona i fa que Don Luis prometa veure Pepita una vegada més abans d'anar-se'n.
Després d'abandonar Pepita, Don Luis sent el comte Genazahar, qui ha estat recentment rebutjat per Pepita, fer comentaris insultants sobre ella a dos oficials. Luis, terriblement enutjat, repta a un duel al comte. El comte resulta ferit en la baralla, i Luis victoriós. Quan Luis torna a veure Pepita, és incapaç d'ocultar els seus vertaders sentiments. Desesperada, Pepita declara que la seva vida està destrossada per la vocació de Luis, i es tanca a la seua habitació. Don Luis, qui tem que ella se suïcidi, irromp en l'habitació i ambdós s'uneixen en una abraçada, davant de l'alegria d'Antoñona.

## Anàlisi musical
A l'estudi que acompanya l'enregistrament 2006, Walter Aaron Clark escriu:
| « | A Pepita Jiménez, Albéniz tracta de crear l'òpera nacional espanyola mitjançant una amalgama de les tres principals tendències del teatre musicàl de la seua època: l'ús d'elements folclòrics regionals, una pràctica emprada de la sarsuela; un lirisme à la Puccini en el qual l'orquestra sovint reforça la veu; i les innovacions músico-dramàtiques wagnerianes, incloent-hi un comentari continu de l'orquestra impregnat de referències musicals a llocs o personatges en forma de leitmotiven | » |

La música d'Albéniz empra ritmes sorprenents i figures melòdiques cromàtiques decoratives que són reminiscències de la música popular andalusa. La seua música és lírica i les «encisadores línies vocals se submergeixen i surten de la plena textura orquestral que contínuament anima l'obra». Per descriure el dia de festa, Albéniz va incloure, a més del cor operístic, un cor infantil. També va incorporar-hi bastant música de dansa.

## Enregistrament
El director d'orquestra i musicòleg espanyol José De Eusebio va preparar i va enregistrar una edició crítica de la versió de 1905. La Penquin Guide diu d'aquest enregistrament que els seus «molts atractius són evidents. ...l'escriptura, amb un elegant aroma espanyol, és plena de color orquestral. ... So intens.»
Albéniz: Pepita Jiménez  - Orquesta y Coro de la Comunidad de Madrid
- Director: José de Eusebio
- Papers principals: Carol Vaness (Pepita Jiménez), Plácido Domingo (Don Luis de Vargas), Jane Henschel (Antoñona), Enrique Baquerizo (Don Pedro de Vargas), Carlos Chausson (Vicari), José Antonio López (Comte Genazahar) Ángel Rodríguez (1r Oficial), Federico Gallar (2n Oficial)
- Lloc i data d'enregistrament: Teatro Bulevar, Torrelodones, Madrid, juliol de 2004 i juny de 2005
- Segell: Deutsche Grammophon - 000747202 (CD)